# Ponera woodwardi
Ponera woodwardi är en myrart som beskrevs av Taylor 1967. Ponera woodwardi ingår i släktet Ponera och familjen myror. Inga underarter finns listade i Catalogue of Life.